# WTA-toernooi van Brussel
Het WTA-toernooi van Brussel is een voormalig tennistoernooi voor vrouwen dat van 2011 tot en met 2013 plaatsvond in de Belgische hoofdstad Brussel. Het toernooi, met als officiële naam Brussels Open, werd georganiseerd in de Royal Primerose Tennis Club, vlak bij het Atomium. Het toernooi werd in 2011 onder de categorie "Premier" opgenomen in de WTA-tour, en verving het WTA-toernooi van Warschau dat na haar laatste editie van 2010 van de kalender verdween.
Het toernooi maakte deel uit van het gravelseizoen en werd georganiseerd in de week voor het gravel-grandslamtoernooi van Roland Garros.
Caroline Wozniacki won de eerste editie.
Na de derde editie, die tegenviel qua bezoekersaantal en financieel resultaat, werd in de aanloop naar het seizoen 2014 de geplande vierde editie gedegradeerd naar categorie "International". Ten slotte werd besloten, het toernooi te annuleren.

## Geschiedenis
Onder de naam Championnats de la Communauté Française de Belgique of French Community Championships werd ook in 2002 in Brussel een WTA-toernooi op gravel gehouden. Dit toernooi behoorde tot de categorie Tier IV.
Daarvoor werd onder de naam Belgian Open in 1988 en 1989 in Brussel eveneens een WTA-toernooi op gravel gehouden. Dit toernooi behoorde tot de categorie Tier V.

## Finales

### Enkelspel
| Datum      | Naam                     | Cat.    | ($)     | Ondergrond     | Winnares                | Verliezend finaliste | Uitslag       |         |
| ---------- | ------------------------ | ------- | ------- | -------------- | ----------------------- | -------------------- | ------------- | ------- |
| 1988-07-11 | Belgian Open             | Tier V  | 75.000  | gravel, buiten | Arantxa Sánchez Vicario | Raffaella Reggi      | 6-0, 7-5      | details |
| 1989-07-17 | Belgian Open             | Tier V  | 100.000 | gravel, buiten | Radomira Zrubáková      | Mercedes Paz         | 7-6, 6-4      | details |
| 2002-07-08 | French Community Champ's | Tier IV | 140.000 | gravel, buiten | Myriam Casanova         | Arantxa Sánchez      | 4-6, 6-2, 6-1 | details |
| 2011-05-16 | Brussels Open            | Premier | 618.000 | gravel, buiten | Caroline Wozniacki      | Peng Shuai           | 2-6, 6-3, 6-3 | details |
| 2012-05-21 | Brussels Open            | Premier | 637.000 | gravel, buiten | Agnieszka Radwańska     | Simona Halep         | 7-5, 6-0      | details |
| 2013-05-20 | Brussels Open            | Premier | 690.000 | gravel, buiten | Kaia Kanepi             | Peng Shuai           | 6-2, 7-5      | details |

### Dubbelspel
| Datum      | Naam                           | Cat.    | ($)     | Ondergrond     | Winnaressen                          | Verliezend finalistes                   | Uitslag          |         |
| ---------- | ------------------------------ | ------- | ------- | -------------- | ------------------------------------ | --------------------------------------- | ---------------- | ------- |
| 1988-07-11 | Belgian Open                   | Tier V  | 75.000  | gravel, buiten | Mercedes Paz Tine Scheuer-Larsen     | Katerina Maleeva Raffaella Reggi        | 7-6, 6-1         | details |
| 1989-07-17 | Belgian Open                   | Tier V  | 100.000 | gravel, buiten | Manon Bollegraf Mercedes Paz         | Carin Bakkum Simone Schilder            | 6-1, 6-2         | details |
| 2002-07-08 | French Community Championships | Tier IV | 140.000 | gravel, buiten | Barbara Schwartz Jasmin Wöhr         | Tathiana Garbin Arantxa Sánchez Vicario | 6-2, 0-6, 6-4    | details |
| 2011-05-16 | Brussels Open                  | Premier | 618.000 | gravel, buiten | Andrea Hlaváčková Galina Voskobojeva | Klaudia Jans Alicja Rosolska            | 3-6, 6-0, [10-5] | details |
| 2012-05-21 | Brussels Open                  | Premier | 637.000 | gravel, buiten | Bethanie Mattek-Sands Sania Mirza    | Alicja Rosolska Zheng Jie               | 6-3, 6-2         | details |
| 2013-05-20 | Brussels Open                  | Premier | 690.000 | gravel, buiten | Anna-Lena Grönefeld Květa Peschke    | Gabriela Dabrowski Shahar Peer          | 6-0, 6-3         | details |

1988 · 1989 · 1990–2001 · 2002 · 2003–2010 · 2011 · 2012 · 2013
ITF-toernooien (mannen en vrouwen)

ATP-toernooien (mannen) – ATP-seizoen 2025

WTA-toernooien (vrouwen) – WTA-seizoen 2025

Voormalige toernooien mannen
Voormalige toernooien vrouwen
Voormalige amateurtoernooien